# Otiorhynchus vitis
Otiorhynchus vitis — вид долгоносиков-скосарей из подсемейства Entiminae.

## Описание
Жук длиной 3,5-4 мм. Тело имеет красно-бурый или каштановый окрас. Усики и лапки красного цвета. Голова и головотрубка заметно сужены вперёд, головотрубка всегда длиннее ширины на вершине. Переднеспинка в мелкой и густой пунктировке, сильно вздутая в боках. Надкрылья короткоовальные, в мелкой поперечноморщинистой скульптуре и густых волосках, не образующих рядов.

## Экология
Вредитель виноградников.